# Aorun
Aorun é um gênero fóssil de dinossauro do clado Coelurosauria datado do Jurássico Superior da China. Ah uma única espécie descrita para o gênero Aorun zhaoi. Seus restos fósseis foram encontrados na formação Shishugou na província de Xinjiang.